# Olga Alexandrovna Spesivcevová
Olga Alexandrovna Spesivcevová (rusky Ольга Алекса́ндровна Спеси́вцева; 6. červencejul./ 18. července 1895greg. Rostov na Donu – 16. září 1991 Valley Cottage) byla ruská baletka.
Pocházela z herecké rodiny, po předčasné smrti otce vyrůstala v sirotčinci. Absolvovala petrohradskou Akademii ruského baletu pod vedením Klavdije Kuličevské a Agrippiny Vaganovové. V roce 1913 nastoupila do Mariinského divadla. Za první světové války podnikla turné po USA se souborem Ballets russes, kde byla partnerkou Vaslava Nijinského. Po návratu se stala v Petrohradě primabalerínou. Vynikla především v titulní roli baletu Giselle, tančila také v Labutím jezeře, Sylfidách, Louskáčku, Esmeraldě, Korzárovi a Marné opatrnosti. Svůj křehký oduševnělý typ uplatnila především v romantických rolích a Sergej Ďagilev o ní prohlásil, že jemností a čistotou výrazu překonala i Annu Pavlovou. Velkým obdivovatelem jejího talentu byl také Michail Michajlovič Fokin, Spesivcevová však před jeho experimenty dávala přednost klasickému repertoáru. 
Sovětský svaz definitivně opustila v roce 1924. V zahraničí vystupovala jako Olga Spessiva. Osm let byla primabalerínou Ballet de l'Opéra national de Paris. Vystupovala také v Londýně, Austrálii a v argentinském Teatro Colón, spolupracovala s Georgem Balanchinem a Bronislavou Nižinskou. Od roku 1939 působila v Ballet Theatre Foundation v New Yorku. Jejím prvním manželem byl teatrolog Akim Volynskyj a druhým manželem choreograf Boris Kňazev. 
Perfekcionistický přístup k tanci i traumatické zážitky z dětství a z ruské občanské války se negativně projevily na jejím duševním zdraví. Od třicátých let trpěla depresí s paranoidními stavy, která ji přiměla ukončit uměleckou činnost. V letech 1943 až 1963 byla hospitalizována v psychiatrické léčebně Hudson River State Hospital, pak žila v penzionu pro nemajetné ruské emigranty, který financovala Alexandra Tolstá. Je pohřbena v Novodivějevském klášteře v Nanuetu (stát New York). 
Její taneční partner Anton Dolin je autorem knižního životopisu Spesivcevové nazvaného The Sleeping Ballerina. Alexej Učitěl o ní v roce 1995 natočil životopisný film Manija Žizeli a Boris Eifman jí věnoval balet Krasnaja Žizel.